# 讓-馬克·費雷里
讓-馬克·費雷里（法語：Jean-Marc Ferreri，1962年12月26日—），是一名前法國職業足球員，在場上司職進攻中場。費雷里曾為法國國家足球隊上陣37場並射入三球。費雷里曾為法國國家隊在1984年歐洲國家盃上陣並奪得冠軍，並曾在1986年世界盃上陣並獲得季軍。
費雷里開始職業生涯時效力歐塞爾，並於1980年為歐塞爾奪得法乙冠軍。
從2018年起，TF1和M6共享法國足球隊2018-2022年期間的比賽轉播。費雷里和德尼·巴比爾（Denis Balbir）對M6播出的比賽進行評述，直到2020年，他們將被澤維爾·多梅爾格和羅拔·皮里斯所取代。

## 榮譽
歐塞爾
- 法乙：1979–80（英语：1979–80 French Division 2）

波爾多
- 法國超級盃：1986
- 法甲：1986–87（英语：1986–87 French Division 1）
- 法國盃：1986–87（英语：1986–87 Coupe de France）

馬賽
- 歐洲聯賽冠軍盃: 1992–93
- 法乙：1994–95（英语：1994–95 French Division 2）

法國
- 歐洲國家盃：1984
- 世界盃季軍：1986

個人
- 歐洲聯賽冠軍盃神射手: 1987–88

## 外部連結
- 讓-馬克·費雷里 （页面存档备份，存于）於法國足球總會網頁（法文）
- 讓-馬克·費雷里於法國足球總會網頁 (存檔)（法文）